# سسک بیابانی آفریقایی
سسک بیابانی آفریقایی (نام علمی: Sylvia deserti) نام یک گونه از شاخه طنابداران است.